# 天主教兰恰诺-奥托纳总教区
天主教兰恰诺-奥托纳总教区是罗马天主教在意大利中部阿布鲁佐大区设立的一个总教区。兰恰诺成立于1515年，19世纪与奥托纳教区合并。是天主教基耶蒂-瓦斯托总教区的附属教区。